# Liste der Orte im Kreis Hunedoara

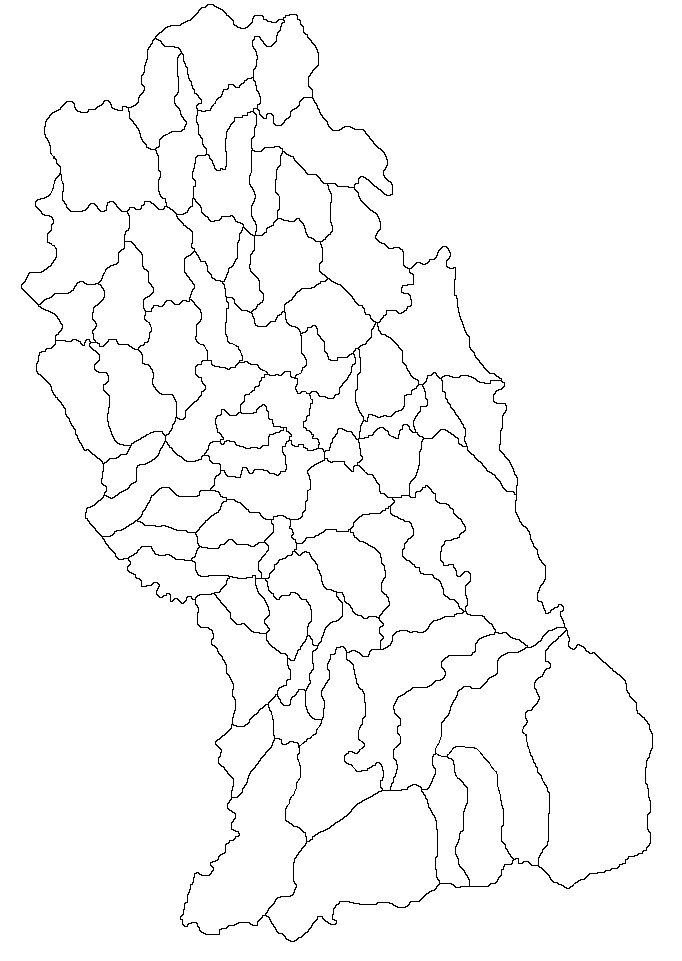
Gemeinden des Kreises Hunedoara

Der Kreis Hunedoara in Rumänien besteht aus offiziell 486 Ortschaften. Davon haben 14 den Status einer Stadt, 55 den einer Gemeinde. Die übrigen sind administrativ den Städten und Gemeinden zugeordnet.

## Städte
| - Aninoasa - Brad - Călan - Deva - Geoagiu | - Hațeg - Hunedoara - Lupeni - Orăștie - Petrila | - Petroșani - Simeria - Uricani - Vulcan |

## Gemeinden
| - Baia de Criș - Balșa - Bănița - Baru - Băcia - Băița - Bătrâna - Beriu - Blăjeni - Boșorod - Brănișca - Bretea Română - Buceș - Bucureșci - Bulzeștii de Sus - Bunila - Burjuc - Cerbăl - Certeju de Sus | - Cârjiți - Crișcior - Densuș - Dobra - General Berthelot - Ghelari - Gurasada - Hărău - Ilia - Lăpugiu de Jos - Lelese - Lunca Cernii de Jos - Luncoiu de Jos - Mărtinești - Orăștioara de Sus - Pestișu Mic - Pui - Rapoltu Mare | - Răchitova - Ribița - Râu de Mori - Romos - Sarmizegetusa - Sălașu de Sus - Sântămăria-Orlea - Șoimuș - Teliucu Inferior - Tomești - Toplița - Totești - Turdaș - Vața de Jos - Vălișoara - Vețel - Vorța - Zam |

## A
| - Abucea - Almaș-Săliște - Almășel - Almașu Mic | - Almașu Mic de Munte - Almașu Sec - Alun (Boșorod) - Alun (Bunila) | - Arănieș - Archia - Ardeu - Aurel Vlaicu |

## B
| - Băcâia - Bacea - Băiești - Bălata - Baldovin - Balomir - Banpotoc - Bărăștii Hațegului - Bărăștii Iliei - Barbura - Bârcea Mare - Bârcea Mică - Bârsău - Barza - Basarabasa - Baștea - Bățălar | - Batiz - Bejan - Bejan-Târnăvița - Bercu - Birtin - Blăjeni-Vulcan - Bobaia - Bobâlna - Bocșa Mare - Bocșa Mică - Boholt - Boia Bârzii - Boița - Boiu - Boiu de Jos - Boiu de Sus - Boș | - Boz - Bozeș - Brădățel - Brășeu - Brazi - Brâznic - Breazova - Bretea Mureșană - Bretea Streiului - Bretelin - Brotuna - Buceș-Vulcan - Bucium - Bucium-Orlea - Bujoru - Bulzeștii de Jos - Bunești |

## C
| - Căbești - Căinelu de Jos - Căinelu de Sus - Călanu Mic - Câmpu lui Neag - Câmpuri-Surduc - Câmpuri de Sus - Căoi - Căraci - Cărăstău - Cărmăzănești - Cârnești - Cărpiniș - Căstău - Căzănești - Cerbia - Cerișor - Cernișoara Florese | - Chergheș - Chimindia - Chișcădaga - Chitid - Cigmău - Cimpa - Cinciș-Cerna - Cioclovina - Ciopeia - Ciula Mare - Ciula Mică - Ciulpăz - Ciumița - Ciungani - Ciungu Mare - Clopotiva - Coaja - Copaci | - Coroiești - Cosești - Costești - Costești-Deal - Covragiu - Cozia - Crăciunești - Crăguiș - Criș - Crișan - Cristur - Criva - Crivadia - Cucuiș - Cuieș - Curechiu - Curpenii Silvașului - Cutin |

## D
| - Dăbâca - Dâlja Mare - Dâlja Mică - Dâncu Mare - Dâncu Mic - Dănulești - Dealu Babii | - Dealu Mare - Dealu Mic - Deleni - Dobroț - Dragu-Brad - Dudești | - Dumbrava - Dumbrava de Jos - Dumbrava de Sus - Dumbrăvița - Dumești - Dupăpiatră |

## F
| - Făgețel - Fântâna - Fărcădin - Fața Roșie | - Federi - Feregi - Fintoag - Fizeș | - Fizești - Folt - Fornădia - Furcșoara |

## G
| - Galați - Galbina - Gânțaga - Gelmar - Geoagiu-Băi - Gialacuta - Giurgești | - Glodghilești - Godinești - Goleș - Gotești - Gothatea - Govăjdia - Grădiștea de Munte | - Grid - Grind - Grohot - Grohoțele - Groș - Groșuri - Gura Bordului |

## H
| - Hărțăgani - Hășdat - Hășdău - Hățăgel | - Herepeia - Hobița - Hobița-Grădiște | - Holdea - Homorod - Hondol |

## I
| - Iscroni | - Izvoarele |

## J
| - Jeledinți - Jieț | - Jiu-Paroșeni | - Josani |

## L
| - Lăpugiu de Sus - Lăpușnic - Lăsău - Leauț - Leșnic - Livada | - Livadia - Livezi - Ludeștii de Jos - Ludeștii de Sus - Lunca (Baia de Criș) | - Lunca (Băița) - Lunca Cernii de Sus - Luncani - Luncoiu de Sus - Luncșoara |

## M
| - Măceu - Mada - Măgura - Măgura-Toplița - Măgureni - Mălăiești - Mănerău | - Meria - Merișor (Bănița) - Merișor (Bucureșci) - Merișoru de Munte - Mermezeu-Văleni - Mesteacăn (Brad) - Mesteacăn (Răchitova) | - Micănești - Mihăiești - Mihăileni - Mintia - Mosoru - Muncelu Mare - Muncelu Mic |

## N
| - Nandru - Nădăștia de Jos - Nădăștia de Sus | - Nălațvad - Negoiu | - Nojag - Nucșoara |

## O
| - Obârșa - Ocișor - Ociu - Ocolișu Mare - Ocolișu Mic - Ohaba | - Ohaba de sub Piatră - Ohaba-Ponor - Ohaba-Sibișel - Ohaba Streiului - Oprișești | - Orăștioara de Jos - Ormindea - Ostrov - Ostrovel - Ostrovu Mic |

## P
| - Păclișa - Panc - Panc-Săliște - Paroș - Păucinești - Păulești - Păuliș - Peșteana - Peștenița - Peștera (Băița) - Peștera (Petroșani) - Peștera (Sălașu de Sus) - Peștișu Mare | - Petreni - Petrești - Petros - Piatra - Pișchinți - Plai - Plop - Plopi - Podele - Pogănești - Poiana - Poiana Răchițelii - Poieni (Beriu) | - Poieni (Densuș) - Poienița - Poienița Tomii - Poienița Voinii - Pojoga - Ponor - Popești - Potingani - Prăvăleni - Pricaz - Prihodiște (Boșorod) - Prihodiște (Vața de Jos) |

## R
| - Răcăștia - Răchițaua - Rădulești - Râpaș - Rapolțel - Răscoala - Râu Alb - Râu Bărbat - Râu Mic - Reea | - Renghet - Reț - Ribicioara - Rișca - Rișculița - Romoșel - Roșcani - Roșia - Rovina (Brănișca) | - Rovina (Bucureșci) - Ruda - Ruda-Brad - Runcșor - Runcu Mare - Runcu Mic - Rusești - Ruși - Rușor |

## S
| - Săcămaș - Săcărâmb - Săcel - Sălașu de Jos - Sălătruc - Sălciva - Săliște - Săliștioara - Sâncrai - Sânpetru - Sântandrei - Sântămăria de Piatră - Sântuhalm - Sârbi - Șăulești | - Sereca - Șerel - Șesuri - Sibișel (Beriu) - Sibișel (Râu de Mori) - Silvașu de Jos - Silvașu de Sus - Simeria Veche - Slătinioara - Socet - Sohodol - Spini - Stâncești - Stâncești-Ohaba | - Stănculești - Stănija - Stăuini - Ștei - Șteia - Stejărel - Stoieneasa - Strei - Strei-Săcel - Streisângeorgiu - Stretea - Subcetate - Sulighete - Suseni |

## T
| - Tămășasa - Tămășești - Tâmpa - Țărățel - Târnava - Târnava de Criș - Târnăvița - Tarnița - Târsa | - Tătărăști - Tătărăștii de Criș - Țebea - Techereu - Teiu - Teliucu Superior - Ticera - Tirici | - Tisa - Tiulești - Tomnatec - Toplița Mureșului - Totia - Trestia - Turmaș - Tuștea |

## U
| - Uibărești - Ulieș - Ulm | - Unciuc - Uric | - Uroi - Ursici |

## V
| - Vadu - Vadu Dobrii - Vaidei - Vălari - Vâlcele - Vâlcelele Bune - Vâlceluța - Valea - Valea Arsului - Valea Babii | - Valea Bradului - Valea Dâljii - Valea de Brazi - Valea Lungă - Valea Lupului - Valea Mare de Criș - Valea Nandrului - Valea Poienii - Valea Sângeorgiului | - Văleni (Baia de Criș) - Văleni (Geoagiu) - Vălioara - Vălișoara (Balșa) - Vărmaga - Vața de Sus - Vica - Visca - Voia |

## Z
| - Zăvoi | - Zdrapți | - Zeicani |